# Leges frumentariae
Leges frumentariae (лат. хлібні закони) — умовна назва сукупності  давньоримських законів, які регулювали державну політику забезпечення населення хлібом — як за допомогою його продажу римським громадянам за зниженими цінами, так і шляхом безкоштовних роздач.
Хоча є свідчення про ранню поява практики хлібних роздач в Римі, перший хлібний закон відноситься до діяльності народного трибуна  Гая Семпронія Гракха та датується 123 роком до н. е. За цим законом кожен римський громадянин міг щомісяця отримувати деяку кількість зерна з державних сховищ за порівняно низькою ціною в 6⅓  асів за кожен модій (8,7 літрів). В цей час в Римі були побудовані великі комори, які заповнювалися зерном, купленим незабаром після збору врожаю за невисокими цінами. Марк Туллій Цицерон звинувачує Гая Гракха в тому, що він спустошив скарбницю роздачами, хоча він «на словах завжди був захисником скарбниці». Цицерон також зберіг історію про те, що одного разу Гракх помітив у натовпі одержувачів дешевого хліба колишнього консула  Луція Кальпурнія Пізона Фруга, який активно виступав проти роздач; на питання про те, чому він змінив свою думку і прийшов за хлібом, той відповів: "Я зовсім не хочу, Гракх, щоб ти ділив моє добро між усіма; але якщо вже ти за це взявся, то і я хочу отримати мою долю ". Дія хлібного закона розповсюджувалась тільки на Рим.
Аппіан згадує, що після загибелі братів Гракхів «зменшилися і роздачі». Близько 101 року до н. е. Луцій Аппулей Сатурній, незважаючи на попередження про те, що після  Югуртинської війни і війни з  Кімврами та  тевтонами казна не зможе винести навантаження, запропонував новий хлібний закон. Хоча подробиці закону невідомі, вважається, що він був прийнятий і фактично відновив дію хлібного закону Гая Гракха в повному обсязі. Тит Лівій згадує також про проведення десятьма роками пізніше хлібного закону  Марком Лівієм Друзом, подробиці якого невідомі.
Луцій Корнелій Сулла після встановлення своєї диктатури в 82 році до н. е. скасував хлібні роздачі. Після смерті Сулли в 78 році до н. е. підняв заколот і потерпілий потім поразку консул  Марк Емілій Лепід зробив відновлення хлібних роздач одним з центральних пунктів своєї програми. У 73 році до н. е. законом Теренція-Касія хлібні роздачі були відновлені в повному обсязі, а число одержувачів зросло до 40 тисяч осіб. Гай Саллюстій зберіг промову народного трибуна Гая Ліцинія Макра до народу, яка належить до 70-х років, в якій він вимагає боротьби за збільшення обсягу хлібних роздач і порівнює 5 модіїв — норму того часу — з тюремним пайком. У 62 році до н. е. Марк Порцій Катон Утичний знижує ціну на наданий за законами хліб, але його обсяг і раніше становить 5 модіїв. У 58 році до н. е. народний трибун Публій Клодій Пульхр скасував плату за хліб для законних одержувачів.
Гай Юлій Цезар зробив колишні роздачі від імені держави роздачами від свого імені, що згодом перейняли імператори. При цьому роздачі мали характер милості, яку добрий правитель надає хорошим громадянам, які потрапили в списки (число одержувачів хліба було знижено з 320 тисяч до 150 тисяч). У 58-45 роках до н. е. в Рим привозили приблизно 1,5 мільйона гектолітрів зерна щорічно. Наступник Цезаря Октавіан Август в 5 році до н. е. повернув колишню цифру в 320 тисяч чоловік, але потім скоротив число одержувачів роздач до 200 тисяч. Право на роздачі мали тільки  римські громадяни, які проживали в Римі, але все одно багатьом жителям Рима доводилося купувати хліб на відкритому ринку. В епоху Імперії хлібні роздачі довгий час зберігалися в повному обсязі. Відомо, що в I—II століттях н. е. близько 200 тисяч осіб отримували безкоштовний хліб. Право на отримання безкоштовного хліба мали всі римські громадяни чоловічої статі старше 10 років крім сенаторів і вершників, які народилися і постійно проживали в Римі. Роздаючих щомісяця 5 модіїв (близько 33 кг) зерна вистачало в кращому випадку на харчування двох дорослих людей, тому хлібні роздачі забезпечували продовольством не більш 400 тисяч чоловік або 40 % від мільйонного населення Риму. При числі одержувачів роздач в 320 тисяч з урахуванням членів їх родин безкоштовним постачанням зерном було охоплено 600 тисяч чоловік.
Залежність римського плебса від роздачі хліба широко відома за крилатим висловом  panem et circenses  — «хліба і видовищ».